# Schwarzhakenschnabel
Der Schwarzhakenschnabel (Diglossa humeralis) oder Schwarzbauch-Hakenschnabel ist eine Vogelart aus der Familie der Tangaren (Thraupidae), die in Venezuela, Kolumbien, Ecuador und Peru verbreitet ist. Der Bestand wird von der IUCN als nicht gefährdet (Least Concern) eingeschätzt.

## Merkmale
Der Schwarzhakenschnabel erreicht eine Körperlänge von etwa 13,7 cm bei einem Gewicht von ca. 9,6 bis 14,3 g. Es ist ein mittelgroßer Hakenschnabel mit schlankem und etwas nach oben gebogenem schwarzen Schnabel und hervorstehendem Haken an der Spitze. Die Hälfte zur Basis des Unterschnabels ist blass grau. Er ist fast gänzlich matt schwarz auf der Oberseite, der Bürzel etwas mehr dunkel grau. Im Schulterbereich hat er einen kleinen blaugrauen Fleck. Einige Individuen haben schwache graue Abgrenzungen an Ober- und Unterschwanzdecken sowie an den Flanken und Bauch andere wiederum haben kastanienfarbene Unterschwanzdecken oder einen schwach angedeuteten blassen Überaugenstreif. Die Iris ist rötlich braun. Die Beine sind dunkel grau. Vom sehr ähnlichen Stahlhakenschnabel unterscheidet er sich durch die etwas kleinere Größe, den kleineren Schnabel und das matte nicht glänzende Gefieder und dem deutlich kleineren Schulterfleck. Beide Geschlechter sind sehr ähnlich. Halbwüchsige Jungtiere sind gräulich braun, undeutlich dunkel gestreift und deutlicher auf der Unterseite gestreift.

## Verhalten und Ernährung
Der Schwarzhakenschnabel ernährt sich von Nektar und Insekten. Sein Verhalten ähnelt dem des Stahlhakenschnabels, doch anders als diese Art, mischt er sich unter andere Gruppen. Zur Brut bildet er Paare, doch sonst verteidigt er alleine aggressiv sein Territorium mit Blüten gegen konspezifischen Artgenossen oder andere Nektarfresser, wie z. B. Kolibris oder Tangaren der Gattung Conirostrum. Bei der Futtersuche ist er enorm aktiv, doch bleibt er meist im dichten Gestrüpp außerhalb des Sichtbereichs. Oft geschieht dies über einen längeren Zeitraum, um allgemein Konkurrenzkonflikte mit Kolibris innerhalb des Dickichts zu vermeiden. Um an Nektar zu gelangen durchbohrt er Blütenkronen an ihrer Basis, holt sich diesen aber auch direkt von der Blüte. Insekten sammelt er von Blättern und Blüten, aber auch während schneller Flugausflüge.

## Lautäußerungen
Der Gesang des Schwarzhakenschnabels erfolgt aus dem Gestrüpp oder aus Gebüsch, aber auch von hohen Bäumen. Das wirre Gestottere ähnelt dem Gesang des Stahlhakenschnabels, wird aber schneller von sich gegeben. Aus der Gegend von Bogota werden scharfe, schnelle, zwei bis drei dünne Töne berichtet, denen zwei schnelle Triller folgen. Dieses klingt wie tsi-tsi-tsrrr-sirrt-t oder psi-si-psit-tsrrrrrr. Gelegentlich besteht der Gesang aus einer Mischung schneller, heller und unmusikalischer Triller und kurzer Tönen. Auch ein dünnes sit oder tsi, meist hell und fein gehört zu seinem Repertoire. Gelegentlich hört man ein raues friiiiiii von ihm.

## Fortpflanzung
Berichte über Jungtiere und halbwüchsige Schwarzhakenschnabel gibt es fast das ganze Jahr. Vögel in Brutstimmung wurden in Kolumbien von Februar bis September beobachtet. Ein Nest in Ecuador war kelchartig und bestand aus Wurzeln und Moos und war in 0,8 Meter an einem Dorn einer schwertähnlichen Aloe angebracht. In Kolumbien fand man gut versteckte Nester in ein bis vier Meter Höhe in einem Busch, im Gestrüpp oder an Bambus. Das Gelege in Ecuador bestand aus zwei blauen Eiern mit roten Flecken. Die Eier in Kolumbien waren rein blau oder hatten braune Flecken.

## Verbreitung und Lebensraum
Der Schwarzhakenschnabel bevorzugt feuchte Bergregionen. So kommt er in verkümmerten Elfenwäldern, an Gestrüpprändern und waldigen Schluchten nahe der Baumgrenze, gelegentlich in Polylepis und tiefem Gestrüpp ebenfalls nahe der Baumgrenze vor. Häufiger bewegt er sich in Hecken, Parks, Blumengärten und anderen Kulturgebieten mit Büschen in den Siedlungsgebieten der tieferen Lagen, einschließlich größerer städtischer Gebiete, in denen der Stahlhakenschnabel selten vorkommt. Er bewegt sich in Venezuela in Höhenlagen zwischen 2175 und 3300 Metern, meist über 2700 Meter. Sonst kann er in Höhenlagen von 1500 bis 4000 Meter vorkommen. In Kolumbien ist das meist zwischen 2200 und 3400 Metern, in Ecuador zwischen 2200 und 4000 Metern und in Peru zwischen 1850 und 3300 Metern.

## Migration
Das Zugverhalten des Schwarzhakenschnabels ist wenig erforscht. Er ist extrem territorial. Saisonal kann es zu örtliche Wanderungen, je nach Nahrungsressourcen kommen.

## Unterarten
Es sind drei Unterarten bekannt:
- Diglossa humeralis nocticolor Bangs, 1898[3] kommt im Norden Kolumbiens und dem Nordwesten Venezuelas vor. Diese Subspezies ähnelt D. h. aterrima, hat aber einen dunkel grauen Bürzel.[1]
- Diglossa humeralis humeralis (Fraser, 1840)[4] kommt von Zentralkolumbien bis in den Westen Venezuelas vor.
- Diglossa humeralis aterrima Lafresnaye, 1846[5] ist vom westlichen zentralen Kolumbien über Ecuador bis in den Norden Perus verbreitet. Bei dieser Unterart ist der Bürzel schwarz, der Schulterfleck fehlt. Außerdem hat sie nie ein blassen Überaugenstreif bzw. kastanienfarbene Unterschwanzdecken.[1]

## Etymologie und Forschungsgeschichte
Die Erstbeschreibung des Schwarzbauch-Hakenschnabels erfolgte 1840 durch Louis Fraser unter dem wissenschaftlichen Namen Agrilorhinus humeralis. Das Typusexemplar stammte aus pauschal aus Santa Fe de Bogotá. Bereits 1832 führte Johann Georg Wagler den neuen Gattungsnamen Diglossa für den Zimtbauch-Hakenschnabel (Diglossa baritula) ein. Dieser Name setzt sich aus »di-, dis, duo δι-, δις, δυο« für »doppelt, zweifach, zwei« und »glōssa γλωσσα« für »Zunge« zusammen. Der Artname »humeralis« leitet sich vom lateinischen »umerus« für »Schulter« ab. »Nocticolor« ist ein lateinisches Wortgebilde aus »nox, noctis« für »Nacht« und »color, coloris« für »Farbe«. »Aterrima« stammt vom lateinischen »aterrimus, ater« für »sehr schwarz, schwarz« ab.